# Municipio de Bradshaw-Haywood
El municipio de Bradshaw-Haywood (en inglés: Bradshaw-Haywood Township) es un municipio ubicado en el condado de Clay en el estado estadounidense de Arkansas. En el año 2010 tenía una población de 645 habitantes y una densidad poblacional de 6,64 personas por km².

## Geografía
El municipio de Bradshaw-Haywood se encuentra ubicado en las coordenadas 36°20′25″N 90°16′23″O / 36.34028, -90.27306. Según la Oficina del Censo de los Estados Unidos, el municipio tiene una superficie total de 97.21 km², de la cual 97,08 km² corresponden a tierra firme y (0,13 %) 0,13 km² es agua.

## Demografía
Según el censo de 2010, había 645 personas residiendo en el municipio de Bradshaw-Haywood. La densidad de población era de 6,64 hab./km². De los 645 habitantes, el municipio de Bradshaw-Haywood estaba compuesto por el 97,98 % blancos, el 0,16 % eran afroamericanos, el 0,47 % eran amerindios y el 1,4 % eran de una mezcla de razas. Del total de la población el 0,16 % eran hispanos o latinos de cualquier raza.